# Saint-Quay-Perros
Saint-Quay-Perros is een gemeente in Frankrijk in het noorden van Bretagne. Er woonden in de jonge ijstijd al mensen. De gemeente telde 1.289 inwoners op 1 januari 2022.

## Geografie
De oppervlakte van Saint-Quay-Perros bedraagt 4,72 km², de bevolkingsdichtheid is 273 inwoners per km² (per 1 januari 2019).
De onderstaande kaart toont de ligging van Saint-Quay-Perros met de belangrijkste infrastructuur en aangrenzende gemeenten.

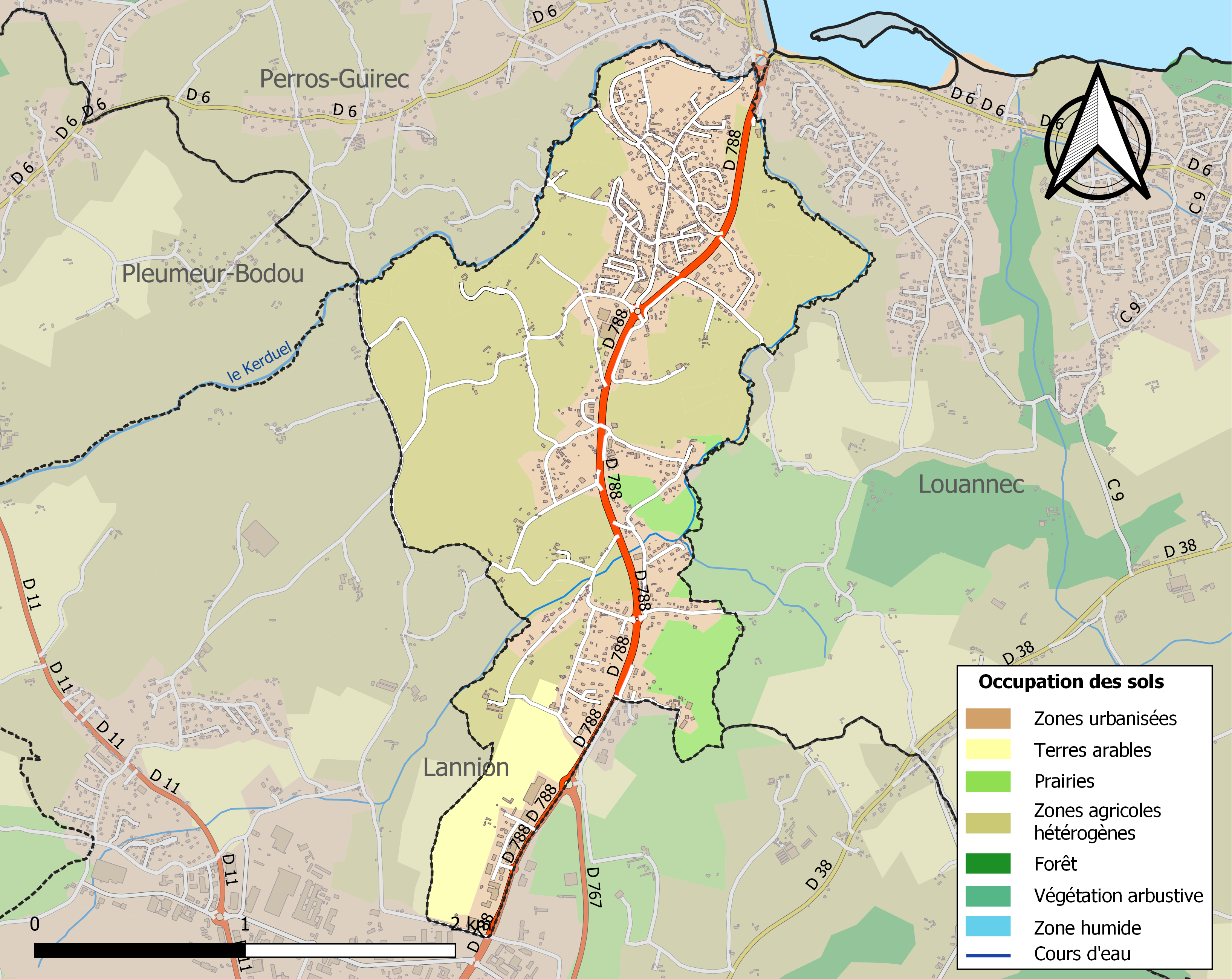

## Demografie
Onderstaande figuur toont het verloop van het inwonertal, bron: INSEE-tellingen. 